# 拉特薩拉村
拉特薩拉村（波斯語：لاتسرا），是伊朗吉兰省阿姆拉什县兰库区沙布庫斯拉特鄉的一个村。2006年人口普查顯示該村人口为142人，分佈在38个家庭中。